# Night Editor
Night Editor é um filme noir estadunidense, dirigido por Henry Levin e estrelado por William Gargan, Janis Carter e Jeff Donnell. O filme é baseado em um popular programa de rádio de mesmo nome. Foi lançado em 29 de março de 1946, pela Columbia Pictures.

## Elenco
- William Gargan ...Tenente Tony Cochrane
- Janis Carter ...Jill Merrill
- Jeff Donnell ...Martha Cochrane
- Coulter Irwin ...Johnny
- Roy Gordon ...Benjamin Merrill
- Charles D. Brown ...Crane Stewart
- Paul E. Burns ...Policial Ole Strom
- Harry Shamnon ... Capitão Lawrence
- Frank Wilcox ...Douglas Loring
- Robert Kellard ...Doc Cochrane (como Robert Stevens)